# Stenochrus palaciosi
Stenochrus palaciosi är en spindeldjursart som först beskrevs av Paul Reddell och James Cokendolpher 1986.  Stenochrus palaciosi ingår i släktet Stenochrus och familjen Hubbardiidae. Inga underarter finns listade i Catalogue of Life.